# Adrian Brunel
Adrian Brunel (* 4. September 1892 in Brighton; † 18. Februar 1958 in Gerrard's Cross) war ein britischer Filmregisseur und Drehbuchautor.

## Leben
Unterstützt durch seine Mutter begann Brunel nach seiner Ausbildung in Harrow eine Bühnenkarriere. Er war Schauspieler, schrieb Stücke und probierte sich als Opernsänger. Nebenher wuchs auch sein Interesse an der Ausdrucksform Film. 1916 gründete er mit dem Autor Harry Fowler Mear die Filmproduktionsgesellschaft „Mirror Films“, die 1917 Brunels ersten Film The Cost of a Kiss hervorbrachte. Bis zum Ende des Ersten Weltkrieges arbeitete er danach noch in der Filmabteilung des britischen Informationsministerium.
Brunel begann ab 1920 als Regisseur von kurzen Filmkomödien. 1923 drehte er in Venedig und Berlin The Man Without Desire, in dem der Theaterstar Ivor Novello die Rolle eines nach zwei Jahrhunderten wieder zum Leben erweckten Adligen spielt. Er entwickelte einen visuellen Stil, der seine Filme aus den üblichen britischen Produktionen der Zeit heraushoben. Michael Balcon wurde auf Brunel aufmerksam und produzierte dessen Komödien ab A Typical Budget (1925) bei Gainsborough Pictures. Diese wurden in Ivor Montagus London Film Society gezeigt, wo Brunel selbst aktiv war und auch ausländische Filme für die Aufführung und den Vertrieb in Großbritannien schnitt.
Balcon sah sein Talent und bot ihm die Regie größerer Filme an. Die erste dieser Mainstreamproduktionen war Blighty (1927), ein Familiendrama um den Ersten Weltkrieg mit Lilian Hall-Davis in der Hauptrolle. Nach dem Erfolg des Films wurde Brunel mit der Verfilmung eines beliebten Theaterstücks von Noël Coward beauftragt. Star in diesem Film, The Vortex (1928), war Ivor Novello, der im selben Jahr auch die Hauptrolle in Brunels The Constant Nymph spielte. Letzterer war eine visuell herausragende Verfilmung des gleichnamigen Romans von Margaret Kennedy aus dem Jahr 1924. Die weibliche Hauptrolle in der Geschichte um ein Schulmädchen, das sich in einen Komponisten verliebt, spielte Mabel Poulton. Brunel war mit diesen drei Filmen auf dem Höhepunkt seiner Karriere.
Streitigkeiten mit seinem Arbeitgeber über die Bezahlung seiner Arbeit führten 1929/30, der Zeit des Übergangs zum Tonfilm in Großbritannien, zu einem Karriereknick. Er war für die Tonfilmgesellschaft British International Pictures noch an der Produktion der Nummernrevue Elstree Calling (1930) beteiligt, doch verlor danach seine Anstellung.
Ohne direkte Arbeit beim Film schrieb er das Buch Filmcraft, eine Art Lehrbuch für angehende Filmemacher, das 1933 erschien. Zur selben Zeit erhielt er wieder Arbeit und drehte gleich mehrere „Quota Quickies“, schnell und billig produzierte einheimische Filme zur Erfüllung des gesetzlichen Filmkontingents. Nur wenige der in den 1930er Jahren von ihm gedrehten Filme hatten auch nur etwas Anspruch. Bei The Invader (1935) drehte er mit dem ehemals beliebten Stummfilmkomiker Buster Keaton und Lupita Tovar. Er war 1939 neben Michael Powell und Brian Desmond Hurst Regisseur bei Alexander Kordas Produktion The Lion Has Wings. Seine letzten Arbeiten als Hauptregisseur waren im darauffolgenden Jahr zwei kurze Propagandafilme.
In den 1940er Jahren war Brunel Produktionsberater für Leslie Howard, darunter bei The First of the Few (1942) und The Gentle Sex (1943), den Howard gemeinsam mit Maurice Elvey drehte.
In dem 1949 erschienenen Buch Nice Work beschrieb Brunel seine Erfahrungen beim Film auf unterhaltsame Weise.